# Kinlochbervie
Kinlochbervie (Schots-Gaelisch: Ceann Loch Biorbhaidh) is een havenstadje in de Schotse lieutenancy Sutherland in het raadsgebied Highland met 480 inwoners. In het stadje is een gemeente van de Free Presbyterian Church of Scotland gevestigd.